# デフ・ヴォイス
『デフ・ヴォイス』は、作家・丸山正樹による日本の長編ミステリー小説。2011年7月25日に文藝春秋から刊行された。刑事事件に問われたろう者の法廷通訳を担う手話通訳士の物語を描く。
2015年8月4日には文春文庫から『デフ・ヴォイス 法廷の手話通訳士』（デフ・ヴォイス ほうていのしゅわつうやくし）として文庫化された。
2024年2月19日には創元推理文庫からタイトルを『デフ・ヴォイス』に戻し再刊された。
東京創元社より続編が刊行されシリーズ化されている。また、スピンオフとして本作の登場人物である何森稔を主役とした〈刑事何森〉シリーズが同じく東京創元社より、美和を主役とした児童書が偕成社より刊行されている。
文春文庫版と同じ『デフ・ヴォイス 法廷の手話通訳士』のタイトルでNHKによりテレビドラマ化され、BSプレミアム4Kおよび総合テレビの土曜ドラマ枠にて2023年12月16日及び12月23日に全2回で放送された。また、韓国でムン・ジウォン監督・脚本により映画化が予定されている。

## 登場人物
荒井尚人
本作の主人公。ろう者の両親の間に生まれた耳の聞こえる子ども＝コーダ（CODA）。手話通訳士。
安斉みゆき
尚人の交際相手。尚人の元同僚で、県警会計課の職員。
安斉美和
みゆきの娘。
何森稔
県警刑事。管内で発生した殺人事件を追う中、17年前の事件との関係に気付く。
手塚瑠美
ろう者支援活動のNPO団体「フェロウシップ」の代表。法廷で手話通訳を行う尚人を見て、手話通訳士の専属契約を依頼。
松山千恵美
尚人の元妻。
米原智之
みゆきの元夫。県警刑事
半谷雅人
瑠美の婚約者。衆議院議員
安斉園子
みゆきの母。
手塚総一郎
瑠美の父。手塚ホールディングス社長

## 書誌情報
- 単行本：『デフ・ヴォイス』（2011年7月25日発売、文藝春秋、ISBN 978-4-16-380810-9）
- 文庫本：『デフ・ヴォイス 法廷の手話通訳士』（2015年8月4日発売、文春文庫、ISBN 978-4-16-790420-3）
- 文庫本：『デフ・ヴォイス』（2024年2月19日発売[3]〈2月16日初版〉、創元推理文庫、ISBN 978-4-488-42224-0）

### シリーズ作品
- 『龍の耳を君に デフ・ヴォイス』[注 1]
  - 単行本：『龍の耳を君に デフ・ヴォイス新章』（2018年2月23日初版、東京創元社、ISBN 978-4-488-02781-0）
  - 文庫本：『龍の耳を君に デフ・ヴォイス』（2020年6月19日初版、創元推理文庫、ISBN 978-4-488-42221-9）
- 『慟哭は聴こえない デフ・ヴォイス』
  - 単行本（2019年6月28日初版、東京創元社、ISBN 978-4-488-02797-1）
  - 文庫本（2021年12月10日初版、創元推理文庫、ISBN 978-4-488-42222-6）
- 『わたしのいないテーブルで デフ・ヴォイス』
  - 単行本（2021年8月31日初版、東京創元社、ISBN 978-4-488-02848-0）
  - 文庫本（2025年5月23日初版、創元推理文庫、ISBN 978-4-488-42225-7）

### スピンオフ作品

#### 〈刑事何森〉シリーズ
- 『刑事何森 孤高の相貌』
  - 単行本（2020年9月25日初版、東京創元社、ISBN 978-4-488-02813-8）
  - 文庫本（2023年11月30日初版、創元推理文庫、ISBN 978-4-488-42223-3）
- 『刑事何森 逃走の行先』
  - 単行本（2023年6月16日初版、東京創元社、ISBN 978-4-488-02894-7）

#### 児童書
絵は高杉千明が担当。
- 『水まきジイサンと図書館の王女さま』
  - 単行本（2022年7月、偕成社、ISBN 978-4-03-635530-3）
- 『手話だからいえること 泣いた青鬼の謎』
  - 単行本（2023年12月、偕成社、ISBN 978-4-03-635540-2）

## テレビドラマ
『デフ・ヴォイス 法廷の手話通訳士』（デフ・ヴォイス ほうていのしゅわつうやくし）のタイトルにおいて、日本の公共放送である日本放送協会（NHK）によりテレビドラマ化され、BSプレミアム4K及び総合テレビの「土曜ドラマ」枠で2023年12月16日から12月23日まで全2回に渡って放送された。また、日本手話付きがEテレでも2024年2月4日から2月11日に渡って放送。主演は草彅剛。
本作は、聴覚障碍者を題材にした作品であるため、手話通訳入りを含め、字幕は通常のデジタルデータ放送の文字多重放送切り替え方式ではなく、あらかじめ制作された映像にセリフの字幕を挿入したものを放送している。

### キャスト
- 荒井尚人 - 草彅剛（幼少期：田代康生、7歳時：笹本旭）
- 手塚瑠美 - 橋本愛
- 安斉みゆき - 松本若菜
- 何森稔 - 遠藤憲一
- 松山千恵美 - 前田亜季
- 米原智之 - 和田正人
- 半谷雅人（瑠美の婚約者）- 中島歩
- 手塚美ど里（瑠美の母） ‐ 宮田早苗
- 安斉園子（みゆきの母）- 根岸季衣
- 手塚総一郎（瑠美の父） ‐ 浅野和之
- 新藤早苗（瑠美のNPO職員）‐ 柊子
- 片貝俊明（ろう者弁護士）‐ 小川光彦
- 冴島素子（手話通訳学科講師）‐ 河合依子
- 菅原吾朗（窃盗被疑者） ‐ 那須英彰
- 菅原智美（吾朗の母） ‐ 大方斐紗子
- 門奈哲郎（受刑者）‐ 榎本トオル
- 門奈清美（哲郎の妻） ‐ 佐沢静枝
- 門奈幸子（哲朗の長女）‐ 南雲麻衣（幼少期：栗田実唯）
- 門奈輝子（哲朗の次女） ‐ 吉田帆乃華
- 毎熊睦美（管理官） ‐ 今藤洋子
- 森崎徹（管理官の部下） ‐ 吉岡睦雄
- 金山拓（若手刑事） ‐ 小日向星一
- 能美隆明（海馬学園前理事長） ‐ 鈴木卓爾
- 能美和彦（海馬学園理事長） ‐ 森岡龍
- 千野淳（海馬学園元警備員） ‐ 川瀬陽太
- 荒井悟志（尚人の兄） ‐ 田代英忠（幼少期：髙田航平、幼少時の声：長谷川翔平）
- 荒井枝里（悟志の妻） ‐ 八百谷梨江
- 荒井司（悟志の息子） ‐ 樋川永都
- 荒井道代（悟志・尚人の母） - 五十嵐由美子（回想：忍足亜希子）
- 荒井敏夫（悟志・尚人の父） - 森田明
- 益岡英雄（尚人への通訳サポート依頼者） ‐ 山岸信治
- 橘千鶴（海馬学園元職員） ‐ 數見陽子
- 高山冬海（海馬学園元職員） ‐ 河合祐三子
- 三瓶要（海馬学園元職員） ‐ 雫境
- 安斉美和（みゆきの娘） ‐ 磯村アメリ
- 田淵（手話通訳士派遣センター職員） ‐ 生田拓馬
- 倉持達哉（国選弁護人） ‐ 福澤重文
- ハローワーク職員 ‐ 伊原侑蔵
- 仲田秀典 ‐ 青柳尊哉
- 尾花麻衣（荒井道代の介護士） ‐ 花坂椎南
- CODAの少年 ‐ 江副凌大
- CODAの少年の母親 ‐ 長井恵里

### スタッフ
出典 - 
- 原作 - 丸山正樹 『デフ・ヴォイス 法廷の手話通訳士』（文春文庫刊）
- 脚本 - 高橋美幸
- 音楽 - 原摩利彦
- 演出 - 渡辺一貴
- プロデューサー - 石渡宏樹
- 撮影 - 柳田裕男、吉浦正人
- 照明 - 宮尾康史
- 音響 - 白取貢、原川慎平
- 美術 - 倉本愛子
- 装飾 - 森公美
- VFX - 諸星勲
- 衣装 - 深野明美、平田実香
- 記録 - 目黒亜希子
- 編集 - 早野亮
- 助監督 - 安養寺工
- 制作担当 - 金井光則
- 手話・ろう者監修 - 木村晴美
- コーダ考証・手話指導 - 米内山陽子
- 手話指導 - 江副悟史
- ろう者俳優コーディネート - 廣川麻子
- 手話通訳 - はせ亜美、小松智美、井本麻衣子
- 警察考証 - 尾崎祐司、古谷健一
- 法律考証 - 石井誠一郎
- 医療考証 - 山本昌督
- 理容指導 - 林佑樹
- 撮影協力 - 東京聴覚障害者総合支援機構東京都聴覚障害者連盟、東京手話通訳等派遣センター
- 取材協力 - 聴力障害者情報文化センター、尾中友哉、久保陽奈
- 制作統括 - 伊藤学、坂部康二、勝田夏子
- 制作・著作 - NHK

### 制作
本作はKADOKAWA映像企画制作部の伊藤学がドラマ化の企画を温めていた作品であった。伊藤は手話が映像的であることから、手話を使ったドラマを作りたいと考えていた。また、原作がミステリとして面白く、かつろう者を取り巻く社会問題がエンターテインメントの中に盛り込まれていたことから、押し付けがましくならずにろう者についての情報を得ることができると語っている。伊藤自身は制作統括として本作に携わっている。
本作ではろう者や難聴者の役は当事者が演じており、エキストラを含めると約30人が出演した。また出演者はオーディションによって選定され、約80人が参加した。中央大学法学部教授の長嶋佐恵子は、近年はLGBTQがテーマのドラマが増えているものの演じるのは当事者でない場合がほとんどであり、本作によって当事者が演じるという先例が出来たことは励まされる気持ちになると語っている。
CODA考証および手話指導はテレビアニメ『パリピ孔明』でのシリーズ構成や『スキップとローファー』での脚本で知られる米内山陽子が行った。米内山自身もCODAであり、原作の主人公と自身との共通点の多さから「この物語は、私のために書かれたのではないか。」と感じ、原作は続刊が出るたびに読み耽っていたという。通常の手話指導は脚本ができあった状態から行われるが、本作では脚本作りの段階で制作チームと話をする機会が設けられた。手話指導は手話監修の木村晴美が訳出したものを元に、尚人役の草彅剛と瑠美役の橋本愛に向けて行われた。二人は手話に慣れるため手話を交えた会話から始め、その後少しずつ台詞の手話を指導が行われたという。

### 評価
コラムニストの木村隆志は本作を、職業ドラマ、社会派ドラマ、ミステリー、サスペンス、ホームドラマの5つの要素が楽しめる濃密な物語に加え、緻密に引き算された脚本・演出によってすべて楽しめるエンターテイメント作であると評している。また同じく聴覚障害や手話をテーマとしたドラマ『silent』では主要なろう者の役を人気俳優が演じていたのに対して、本作では当事者が演じており、それが本作においての一番の驚きであったと述べている。
ライターの渡辺彰浩は草彅の演技について、同時期に演じた『ブギウギ』の羽鳥善一とは真逆の役柄であり、かつ発声を使わなず手話の手つきや表情で表現しなければならないという難役ながら、相手と向き合い思いを伝えようとするエネルギー、分かり合おうとするエネルギーが感じられると評している。

### 放送日程
| 放送回 | 放送日              | 放送日            |
| 放送回 | BSプレミアム4K/総合 | Eテレ（手話付き） |
| ------ | ------------------- | ----------------- |
| 第1回  | 2023年12月16日      | 2024年2月04日     |
| 第2回  | 12月23日            | 2月11日           |

- 第1回は21時から22時14分まで74分。

### 受賞
- 東京ドラマアウォード2024[11]
  - 単発ドラマ部門 グランプリ
  - 主演男優賞（草彅剛）
- Asian Academy Creative Awards（英語版） 2024[12]
  - Best Single Drama/Telemovie/Anthology Episode 最優秀賞

| NHK総合 土曜ドラマ                     | NHK総合 土曜ドラマ                                            | NHK総合 土曜ドラマ                          |
| 前番組                                 | 番組名                                                        | 次番組                                      |
| -------------------------------------- | ------------------------------------------------------------- | ------------------------------------------- |
| ガラパゴス （2023年11月4日 - 11月25日) | デフ・ヴォイス 法廷の手話通訳士 （2023年12月16日 - 12月23日） | お別れホスピタル （2024年2月3日 - 2月24日） |